# Manuel Abad y Queipo
Manuel Abad y Queipo (26. srpna 1751 ve Villarpedre – 15. září 1825 v Toledu) byl španělský římskokatolický církevní hodnostář, v letech 1810–1814 (v období Mexické války za nezávislost) michoacánský biskup v tehdejším místokrálovství Nové Španělsko.
Narodil se ve Villarpedre v Asturii a nejprve studoval obojí právo na univerzitě v Salamance. Pak se odebral do Guatemaly, kde byl vysvěcen na kněze. Od roku 1784 působil ve Valladolidu (dnes Morelia v Mexiku), kde získal funkci soudce. V roce 1805 získal doktorát z církevního práva na univerzitě v Guadalajaře a po smrti biskupa San Miguela jej Rada pro Indie jmenovala kanovníkem katedrály ve Valladolidu. V roce 1807 odcestoval do Španělska, odkud si přivezl jmenování do funkce generálního vikáře.
Už v roce 1799 napsal španělskému králi Karlu IV. zprávu o neutěšené společenské a politické situaci v Novém Španělsku, ve které navrhoval například bezplatné půjčky půdy pro nemajetné. Navzdory osobnímu přátelství s Miguelem Hidalgou i snaze udržet přátelské vztahy s revolucionáři ve Valladolidu a v San Miguel de Allende ovšem zachovával stávajícímu zřízení věrnost. V roce 1810 jej vláda nového Španělska určila biskupem v Michoacánu. Úřadu se ujal okamžitě, aniž by čekal na potvrzení od papeže Pia VII., které nakonec nikdy nedostal.
Pak 24. září 1810 exkomunikoval Miguela Hidalga a několik dalších revolucionářů, kteří ovšem s odkazem na nepotvrzenost jeho biskupství platnost exkomunikace zpochybňovali. Když v roce 1815 ve zprávě pro krále Ferdinanda VII. kritizoval chyby, kterých se dopustil místokrál Félix María Calleja del Rey, byl předvolán do Španělska, kde už na něj čekala obvinění ze sympatizování s revolucí.
Ferdinand VII. ho ovšem obvinění zprostil a jmenoval ho 24. června 1816 ministrem „milosti a spravedlnosti“. Už 27. července ovšem inkvizice znovu přednesla svá obvinění a pak strávil dva měsíce v jejím vězení.
Za revoluce roku 1820 byl jmenován členem dočasné junty a když se v roce 1824 dostal Ferdinand opět na trůn, byl uvězněn v Toledu, kde zemřel v roce 1824 jako vězeň.